# 네우엔 페레스
파트리시오 네우엔 페레스(스페인어: Patricio Nehuén Pérez, 2000년 6월 24일 ~ )는 아르헨티나의 축구 선수이다. 그의 포지션은 중앙 수비수로, 현재 포르투갈 프리메이라리가의 포르투에서 활약하고 있다.

## 클럽 경력
페레스는 라킨타 데 로스 삐베와 우니온 데 테세이를 거쳐 2007년에 아르헨티노스 주니어스 유소년 팀에 입단했다. 그는 아르헨티나 프리메라 디비시온 2017-18 시즌에 알프레도 베르티 감독의 지휘 아래 클럽의 1군 선수단에 처음 등장했으며, 2018년 5월 9일에 열린 인데펜디엔테 데  치빌코이와의 코파 아르헨티나 경기에서 데뷔전을 치렀다. 7월, 페레스는 라리가의 아틀레티코 마드리드로 이적했다. 그는 즉시 본래 소속팀인 아르헨티노스 주니어스로 임대되었다. 페레스는 2018-19 시즌에 10번이나 교체로 출전하지 못하다가, 11월 12일, 2-1로 패한 티그레와의 경기에서 리그 데뷔전을 치렀다.
2019년 7월 10일, 페레스는 새롭게 승격한 프리메이라리가의 파말리캉으로 한 시즌 동안 임대되었다. 그는 8월 3일, 코빌량과의 타사 다 리가 경기에서 파말리캉 소속으로 데뷔 경기를 치렀다. 8월 31일, 그는 아베스와의 홈경기에서 첫 성인 무대 골이자 프로 데뷔 골을 기록했다. 그는 8월 리그 최고의 수비수로 선정되었다. 페레스는 파말리캉 소속으로 총 25번 출전했고 팀은 리그 6위를 기록했다. 2020-21 시즌을 앞두고 원 소속팀 아틀레티코 마드리드로 복귀한 그는 이후 아틀레티코의 라리가 개막 세 경기 모두 벤치에 앉았으며 경기는 출전하지 못했다.
2020년 10월 5일, 페레스는 같은 라리가의 그라나다로 임대되었다. 10월 25일, 그는 헤타페와의 원정 경기에서 그라나다 소속으로 데뷔전을 치렀고, 11월 5일에는 키프로스에서 열린 오모니아와의 UEFA 유로파리그 경기에서 유럽대항전 데뷔전을 치렀다.
2021년 8월 28일, 페레스는 이탈리아의 우디네세로 한 시즌 동안 임대되었다. 2022년 7월 29일, 그는 우디네세로 완전 이적하여, 5년 계약을 맺었다.

## 국가대표팀 경력
페레스는 아르헨티나 U-17 대표팀 일원으로 칠레에서 열린 2017년 남아메리카 U-17 축구 선수권 대회에 4번 출전했다. 그는 또한 2017년 6월, 아르헨티나 성인 대표팀과 훈련했으며 2018년 FIFA 월드컵 앞둔 선수단과도 같이 훈련했다. 2018년 12월, 페레스는 2019년 CONMEBOL U-20 축구 선수권 대회에 참가한 선수단에 선발되었다. 페르난도 바티스타 감독은 페레스를 폴란드에서 열린 2019년 FIFA U-20 월드컵에 참가한 선수단에 차출했고, 그는 3경기에 출전해 1골을 넣었다. 바티스타 감독은 또한 9월에 열리는 볼리비아와의 친선 경기를 앞두고 아르헨티나 U-23 대표팀에 페레스를 발탁했다. 2019년 11월, 브라질과 우루과이와의 친선 경기를 앞두고 페레스는 첫 성인 대표팀 소집을 받았다.

## 수상 내역
아르헨티나 U-23
- 프레 올림픽 대회: 2020

개인
- 프리메이라리가 이달의 수비수: 2019년 9월[22]